# Primulina bogneriana
Primulina bogneriana là một loài thực vật có hoa trong họ Tai voi (Gesneriaceae). Loài này được Brian Laurence Burtt mô tả khoa học đầu tiên năm 2002 dưới danh pháp Chirita bogneriana.